# Arcfox Kaola

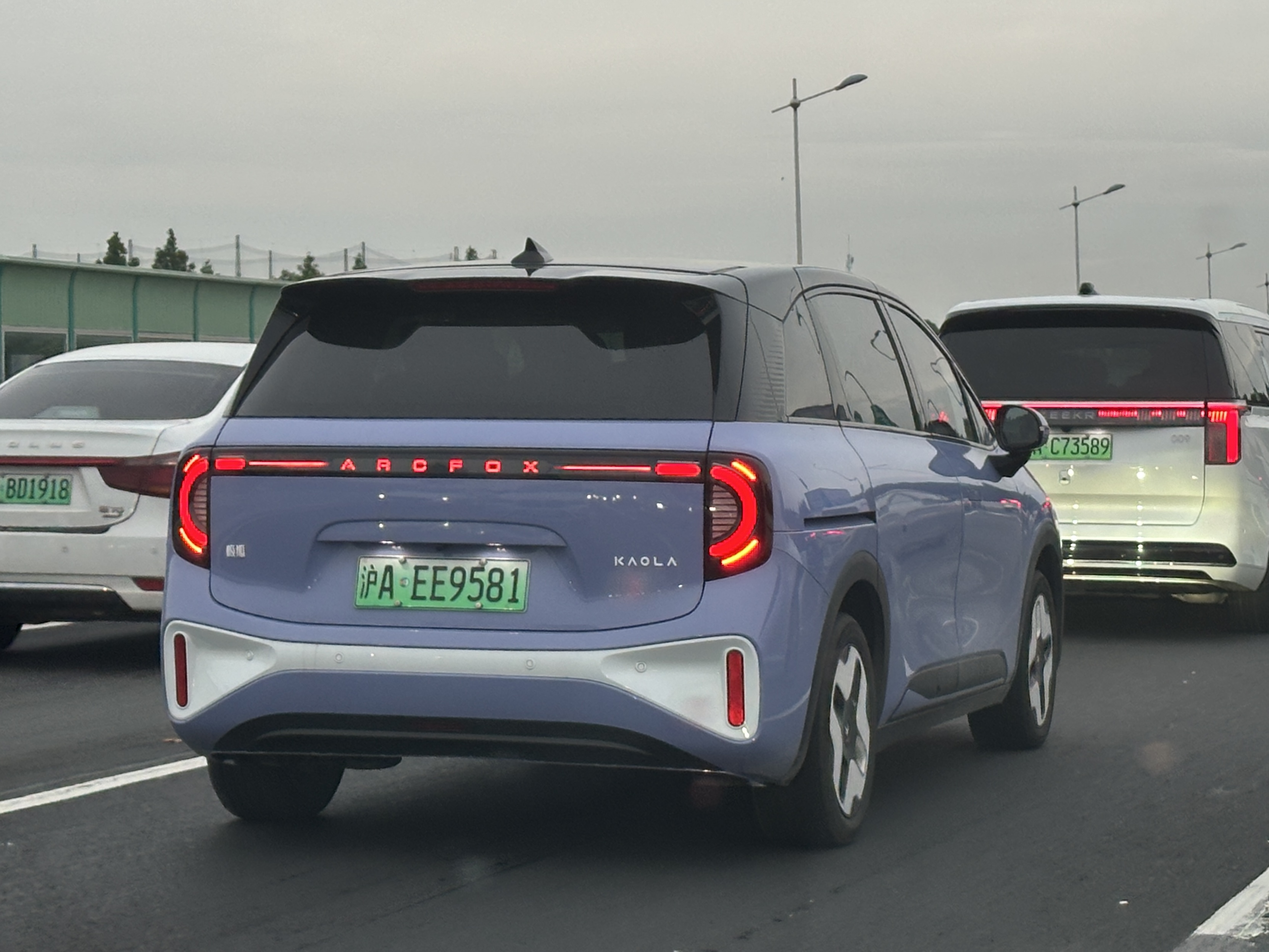
Heckansicht

Der Arcfox Kaola ist ein vollelektrischer Kompaktvan, hergestellt von der Beijing Automotive Group unter der Marke Arcfox. Der Name des Modells ist vom Koala abgeleitet.

## Geschichte
Vorgestellt wurde das viersitzige Fahrzeug im Januar 2023. Seit September 2023 wird es auf dem chinesischen Heimatmarkt verkauft. Eine fünfsitzige Version der Baureihe wurde im April 2024 auf der Beijing Auto Show präsentiert und kam im August 2024 in den Handel.

## Familientauglichkeit
Der Kaola ist ein kompakter Van, der vor allem jüngere Familien mit Kleinkindern als Zielgruppe hat. Für diese Zielgruppe bietet er nützliche Funktionen wie eine Schiebetür hinten rechts oder eine Kamera, die den linken Rücksitz filmt und das Bild auf einem zentralen Bildschirm darstellt. Außerdem wird erkannt, wenn ein Kind schläft. Daraufhin sollen das Innenraumlicht angepasst, der Kindersitz in eine Liegeposition gestellt und die Lautsprecher des Audiosystems anders angesteuert werden. Ein Temperatursensor im Kindersitz soll erkennen, wenn ein Kind Kot ausscheidet und eine automatische Absaugung der Luft veranlassen. Weiter soll ein Innenraumsensor erkennen, wenn sich keine Personen im Wagen befinden und das Fahrzeug verriegelt ist. Dann soll mittels einer UV-Lampe eine 15-minütige Reinigung durchgeführt werden. Die Klimaanlage soll antibakterielle Wirkstoffe verwenden und somit besonders kinderfreundlich sein. Nähert sich ein Elternteil dem Fahrzeug, öffnet sich eine der Türen automatisch und der gemeinsam mit Goodbaby entwickelte Kindersitz dreht sich zur Tür. Ein kleiner Tisch soll das Wechseln von Windeln ermöglichen. Außerdem gibt es einen Vorhang für die Rücksitze, um ungestört Stillen zu können.

## Technische Daten
Angetrieben wird das 4,50 Meter lange Fahrzeug ausschließlich von einem 120 kW (163 PS) starken Permanentmagnetmotor an der Vorderachse. Ein Lithium-Eisenphosphat-Akkumulator von CATL mit einem Energieinhalt von 58,86 kWh ermöglicht eine Reichweite von 500 km nach CLTC. Die Höchstgeschwindigkeit wird bei 160 km/h elektronisch begrenzt.